# Wanderbühne (Zeitschrift)
Die Wanderbühne – Zeitschrift für Literatur und Politik war eine deutschsprachige Zeitschrift, die von den Brüdern Erhard, Karl und Friedrich Kröhnke im Jahr 1981 gegründet wurde. Die Idee war, oppositionelle Meinungen aus Ost- und Westdeutschland in einem Magazin zu vereinen. So bezeichnete Frank-Wolf Matthies die Herausgeber als „sehr aufgeschlossen anderen Meinungen und ungewöhnlichen Ansichten gegenüber“. Zwar durfte die Wanderbühne in der DDR nicht erworben werden, fand aber unter der Hand in literarischen Kreisen Verbreitung. 
Mit Beiträgen beteiligten sich neben vielen anderen Wolf Biermann, Romani Rose, Adam Zagajewski, Helga M. Novak, Jürgen Fuchs, Lutz Rathenow, Erich Loest, Günter Kunert, Peter-Paul Zahl und Jürgen Roth. Nach sechs Ausgaben wurde die Wanderbühne im Herbst 1983 eingestellt. Das Archiv der Wanderbühne (Briefwechsel und anderes) befindet sich im Literaturarchiv der Akademie der Künste, Berlin.